# Andrena savignyi
Andrena savignyi là một loài Hymenoptera trong họ Andrenidae. Loài này được Spinola mô tả khoa học năm 1838.

## Hình ảnh

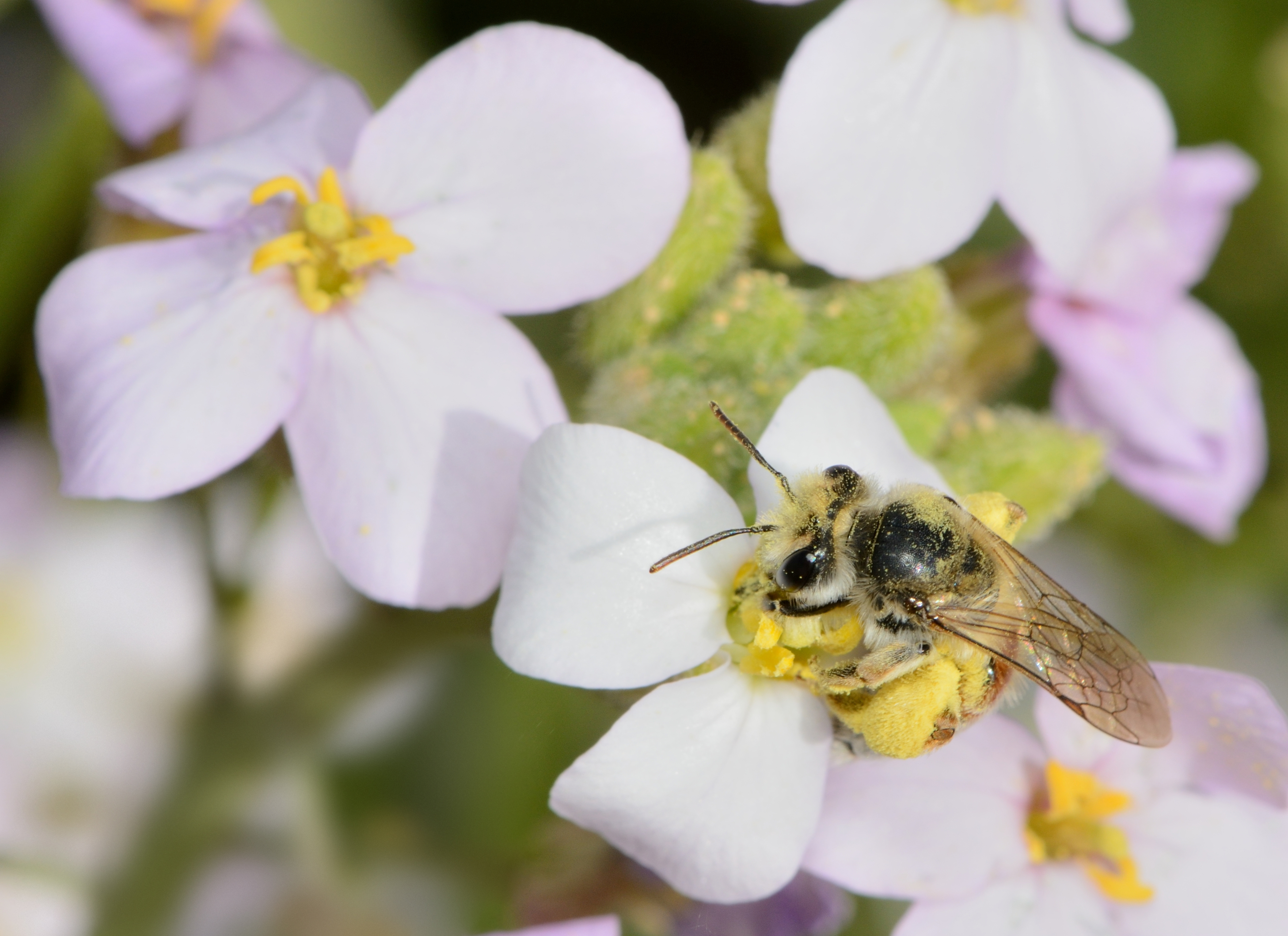